# Lasiacis sloanei
Lasiacis sloanei är en gräsart som först beskrevs av August Heinrich Rudolf Grisebach, och fick sitt nu gällande namn av Albert Spear Hitchcock. Lasiacis sloanei ingår i släktet Lasiacis och familjen gräs. Inga underarter finns listade i Catalogue of Life.